# Fußball-Weltmeisterschaft 1950/England
Dieser Artikel behandelt die englische Fußballnationalmannschaft bei der Fußball-Weltmeisterschaft 1950.

## Qualifikation
Die Gruppe war auch die British Home Championship 1949–1950.
| Wales      | – | England      | 1:4 | Griffiths 80' / Mortensen 22', Milburn 29' 34' 66'                                               |
| England    | – | Irland (IFA) | 9:2 | Rowley 6' 47' 56' 58', Froggatt 25', Mortensen 35' 50', Pearson 33' 68' / Smyth 55', Brennan 75' |
| Schottland | – | England      | 0:1 | Bentley 64'                                                                                      |

## Aufgebot
| Name                | Verein vor WM-Beginn    | Geburtstag | Länderspiele/Tore | Spiele   | Tore     |
| Torhüter            | Torhüter                | Torhüter   | Torhüter          | Torhüter | Torhüter |
| ------------------- | ----------------------- | ---------- | ----------------- | -------- | -------- |
| Ted Ditchburn       | Tottenham Hotspur       | 24.10.1921 | 02 (00)           | 0        | 0        |
| Bert Williams       | Wolverhampton Wanderers | 31.01.1920 | 07 (00)           | 3        | 0        |
| Verteidiger         |                         |            |                   |          |          |
| John Aston          | Manchester United       | 03.09.1921 | 14 (00)           | 2        | 0        |
| Bill Eckersley      | Blackburn Rovers        | 16.07.1925 | 00 (00)           | 1        | 0        |
| Alf Ramsey          | Tottenham Hotspur       | 22.01.1920 | 05 (00)           | 3        | 0        |
| Laurie Scott        | FC Arsenal              | 23.04.1917 | 17 (00)           | 0        | 0        |
| Jim Taylor          | FC Fulham               | 05.11.1917 | 00 (00)           | 0        | 0        |
| Billy Wright        | Wolverhampton Wanderers | 06.02.1924 | 29 (02)           | 3        | 0        |
| Mittelfeldspieler   |                         |            |                   |          |          |
| Eddie Baily         | Tottenham Hotspur       | 06.08.1925 | 00 (00)           | 1        | 0        |
| Henry Cockburn      | Manchester United       | 14.09.1921 | 10 (00)           | 0        | 0        |
| Jimmy Dickinson     | FC Portsmouth           | 24.04.1925 | 07 (00)           | 3        | 0        |
| Laurie Hughes       | FC Liverpool            | 02.03.1924 | 00 (00)           | 3        | 0        |
| Bill Nicholson      | Tottenham Hotspur       | 26.01.1919 | 00 (00)           | 0        | 0        |
| Willie Watson       | AFC Sunderland          | 07.03.1920 | 02 (00)           | 0        | 0        |
| Stürmer             |                         |            |                   |          |          |
| Roy Bentley         | FC Chelsea              | 17.05.1924 | 04 (02)           | 2        | 0        |
| Tom Finney          | Preston North End       | 05.04.1922 | 25 (18)           | 3        | 0        |
| Wilf Mannion        | FC Middlesbrough        | 16.05.1918 | 19 (09)           | 2        | 1        |
| Stanley Matthews    | FC Blackpool            | 01.02.1915 | 30 (10)           | 1        | 0        |
| Jackie Milburn      | Newcastle United        | 11.05.1924 | 07 (06)           | 1        | 0        |
| Stan Mortensen      | FC Blackpool            | 26.05.1921 | 18 (15)           | 3        | 1        |
| Jimmy Mullen        | Wolverhampton Wanderers | 06.01.1923 | 04 (02)           | 2        | 0        |
| Trainer             |                         |            |                   |          |          |
| Walter Winterbottom | Walter Winterbottom     | 31.03.1913 |                   |          |          |

## Spiele der englischen Mannschaft

### Vorrunde
- England -  Chile 2:0 (1:0)
- 25. Juni 1950, 15:00 Uhr in Rio de Janeiro, Maracanã (29.703 Zuschauer)
- England: Williams - Ramsey, Aston - Wright (c), Hughes, Dickinson - Finney, Mannion, Bentley, Mortensen, Mullen
- Chile: Livingstone (c) - Farías, Roldán - Alvarez, Busquets, Carvallo - Mayanés, Cremaschi, Robledo, Munoz, Díaz
- Tore: 1:0 Mortensen (37.), 2:0 Mannion (52.)
- Schiedsrichter: van der Meer (Niederlande)

- Vereinigte Staaten -  England 1:0 (1:0)
- 29. Juni 1950, 18:00 Uhr in Belo Horizonte, Estádio Independência (10.151 Zuschauer)
- USA: Borghi - Keough, Maca - McIlvenny (c), Colombo, Bahr - Wallace, Pariani, Gaetjens, J.Souza, E.Souza
- England: Williams - Ramsey, Aston - Wright (c), Hughes, Dickinson - Finney, Mannion, Bentley, Mortensen, Mullen
- Tor: 1:0 Gaetjens (39.)
- Schiedsrichter: Dattilo (Italien)

- Spanien -  England 1:0 (0:0)
- 2. Juli 1950, 15:00 Uhr in Rio de Janeiro, Maracanã (74.462 Zuschauer)
- Spanien: Ramallets - Alonso, Parra - J.Gonzalvo, M.Gonzalvo, Puchades - Basora, Igoa, Zarra, Panizo, Gainza (c)
- England: Williams - Ramsey, Eckersley - Wright (c), Hughes, Dickinson - Matthews, Mortensen, Milburn, Baily, Finney
- Tor: 1:0 Zarra (49.)
- Schiedsrichter: Galeati (Italien)

Favorit in Gruppe 2 waren eindeutig die Engländer. Nach dem Sieg gegen Chile (2:0) blieb Superstar Stan Matthews beim Spiel gegen den Außenseiter USA (zuvor 1:3 gegen Spanien) auf der Tribüne und sollte für das Spanien-Spiel geschont werden. In einer der größten WM-Sensationen unterlag England gegen die Amerikaner jedoch mit 0:1 (37., Gaetjens). Da die Engländer auch gegen Spanien in Bestbesetzung kein Tor erzielten, aber durch Zarra (49.) eines hinnehmen mussten, wurde Spanien überraschend Gruppensieger. England wurde punktgleich mit den beiden anderen Mannschaften Zweiter und qualifizierte sich damit nicht für die Finalrunde.